# Canet lo Roig
Canet lo Roig ist eine Gemeinde (municipio) in Ostspanien, nahe der Costa del Azahar, an der nördlichen Grenze der Provinz Castelló. Canet la Roig hat 699 Einwohnern (Stand: 2024). 

## Lage
Canet lo Roig liegt etwa 80 Kilometer nordnordöstlich von Castelló de la Plana und etwa 140 Kilometer nordnordöstlich von Valencia in einer Höhe von ca. 330 m. 

## Bevölkerungsentwicklung
| Jahr      | 1900 | 1950 | 1970 | 1981 | 1991 | 2001 | 2011 | 2021 |
| Einwohner | 2390 | 2008 | 1486 | 1216 | 1052 | 873  | 828  | 682  |

## Sehenswürdigkeiten

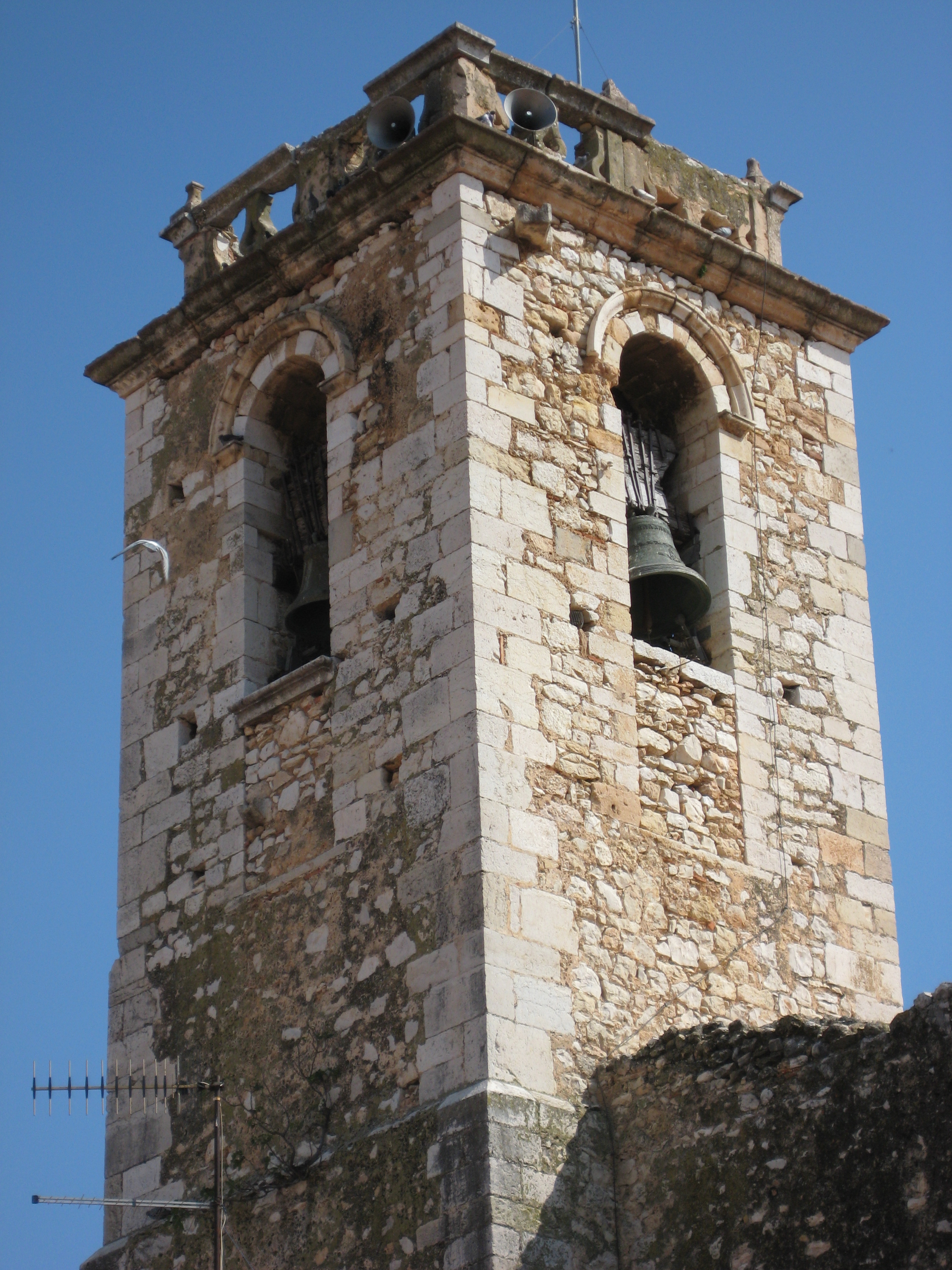
Michaeliskirche
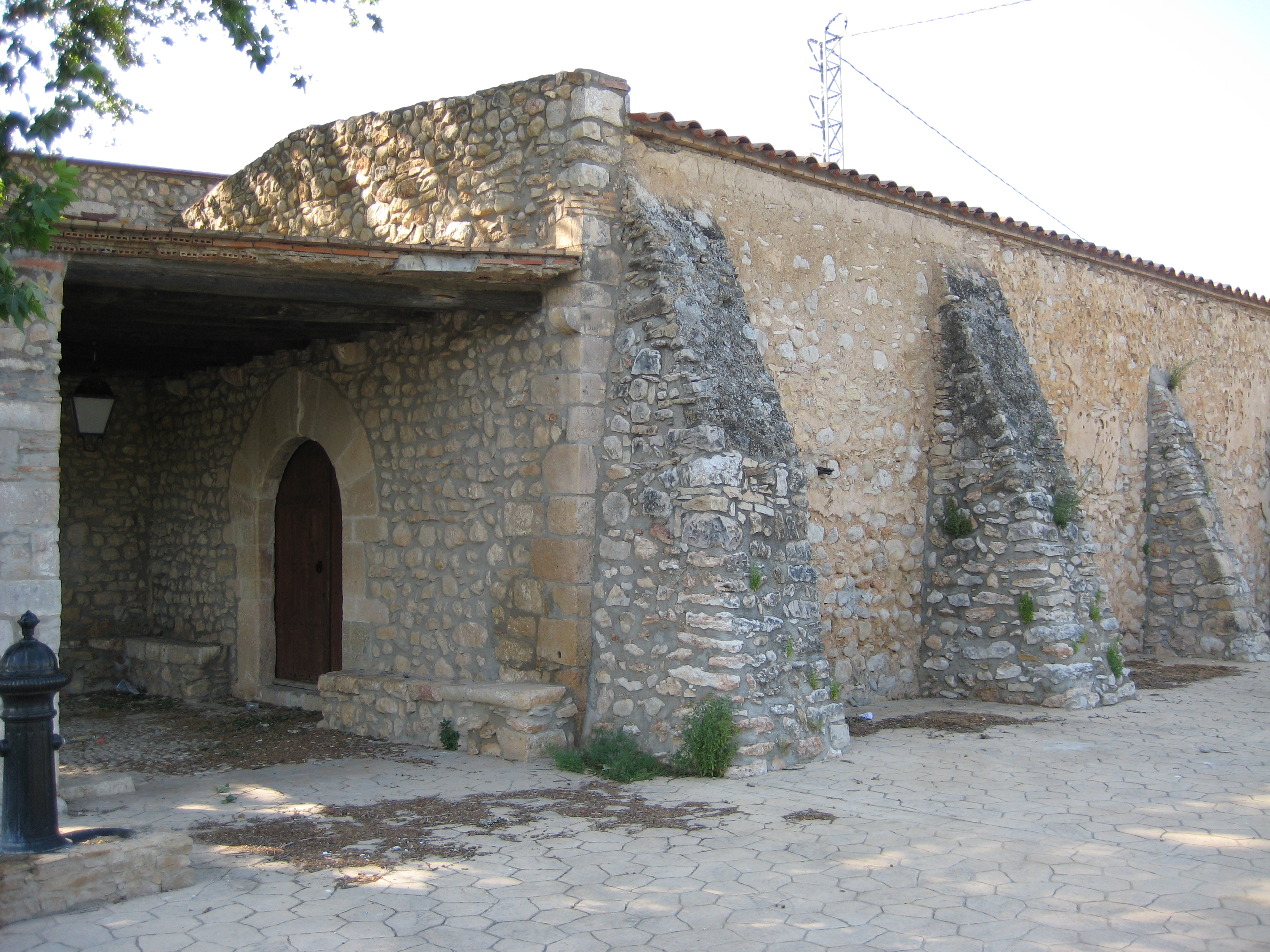
Isabellakapelle
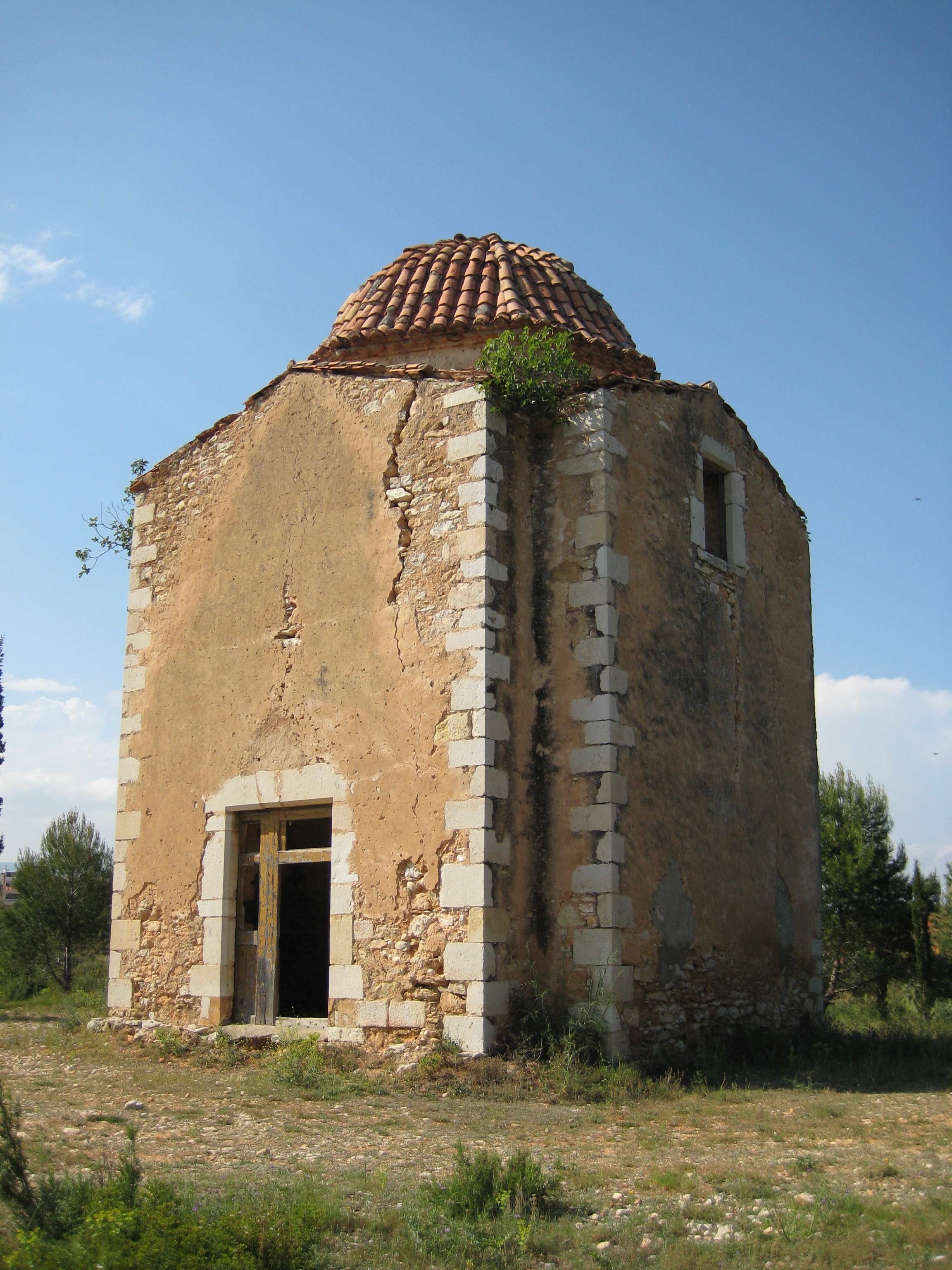
Kalvarienkapelle

- Michaeliskirche
- Isabellakapelle
- Kalvarienkapelle